# Papilio aristodemus
Papilio aristodemus är en fjärilsart som beskrevs av Eugen Johann Christoph Esper 1794. Papilio aristodemus ingår i släktet Papilio och familjen riddarfjärilar.
Artens utbredningsområde är Haiti. Inga underarter finns listade i Catalogue of Life.